# Neotheronia interrupta
Neotheronia interrupta är en stekelart som beskrevs av Gyöö Viktor Szépligeti 1908. Neotheronia interrupta ingår i släktet Neotheronia och familjen brokparasitsteklar. Inga underarter finns listade i Catalogue of Life.